# Oligia tonsa
Oligia tonsa är en fjärilsart som beskrevs av Augustus Radcliffe Grote 1880. Oligia tonsa ingår i släktet Oligia och familjen nattflyn. Inga underarter finns listade i Catalogue of Life.